# 革命共和国

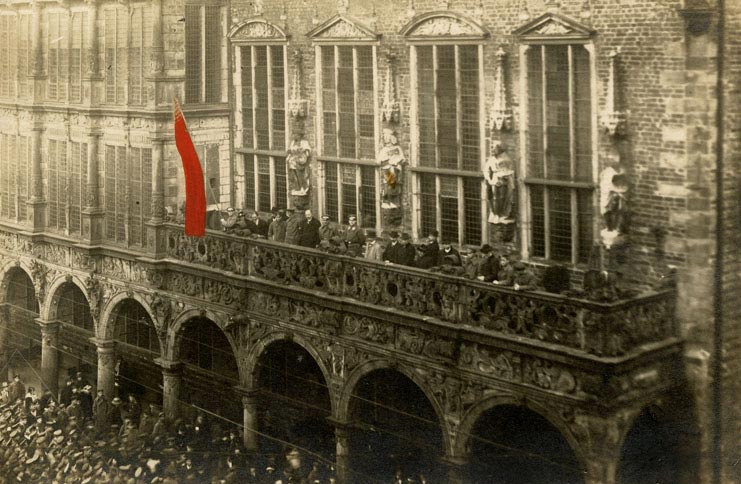
不莱梅苏维埃共和国宣布成立

革命共和国（英語：Revolutionary republic）是一种政体，其主要原则是人民主权、法治和代议民主。它部分基于启蒙思想家的理念，并在革命时代受到革命者的青睐。革命共和国通常是在推翻原有的国家和政治体制后，建立临时政府的过程中产生的。它通常表现为名义上代表选民意愿的革命国家。

## 参加
- 姐妹共和国